# Bagrus
Bagrus — рід риб родини Bagridae ряду сомоподібних. Має 11 видів. У 1809 році запропоновано виокремити деякі види до нового роду Porcus, проте згодом це було скасовано, а назва Porcus залишилася як синонім.

## Опис
Загальна довжина представників цього роду коливається від 20 см до 1,3 м. Є типом родом своєї родини. Голова витягнута, сплощена зверху. Морда трохи піднята догори. Очі помірно великі. Є 3 пари вусів, з яких пара на верхній щелепі найдовша. Тулуб кремезний, масивний. Шкіра позбавлена луски, вкрита жовтим отруйним слизом. Спинний плавець невеликий, широкий, з гострим шипом. Грудні плавці доволі широкі, з закругленими кінчиками, мають також гострі промені. Анальний плавець доволі великий, помірної довжини. Жировий плавець доволі довгий й високий. Хвостовий плавець великий, у деяких видів розділений.
Забарвлення сталевого, коричневого та сріблястого кольору з різними відтінками, зазвичай однотонне.

## Спосіб життя
Зустрічають у великих річках, озерах і болотах. Воліють кам'янисте дно, зі скельними грядами, де соми відсиджуються в денний час доби. Полюють ночами. Годуються рибою, ракоподібними, молюсками, хробаками і рослинною їжею.
У період нересту самці будують гніздо у вигляді диска з отвором. Надалі самці (іноді і самиці) охороняють кладку.

## Розповсюдження
Мешкають у басейні африканських річок Вольта, Нігер, Ніл, Пангані, Санага і озерах Туркана, Ківу, Альберта і Едварда.

## Види
- Bagrus bajad
- Bagrus caeruleus
- Bagrus degeni
- Bagrus docmak
- Bagrus filamentosus
- Bagrus lubosicus
- Bagrus meridionalis
- Bagrus orientalis
- Bagrus tucumanus
- Bagrus ubangensis
- Bagrus urostigma